# Dirk Smorenberg
Dirk Smorenberg (Alkmaar, 4 september 1883 – Oud-Loosdrecht, 14 september 1960) geldt als een van de weinige art-deco-schilders van Nederland. Hij was autodidact.
Aanvankelijk woonde en werkte hij in Alkmaar en Bergen. Evenals zijn vriend Dirk Filarski werd hij beïnvloed door de Zwitserse expressionist Ferdinand Hodler.Na omzwervingen met Filarski door Europa en de Verenigde Staten vestigde hij zich in 1924 in Oud-Loosdrecht. Daar sloeg hij een andere weg in.
Hij schilderde figuren, bloemen en vooral decoratieve landschappen en waterlelies, waarvoor hij inspiratie opdeed in het waterrijke Noord-Hollandse landschap.
Smorenberg was een onafhankelijk en origineel schilder. Bij een aantal van zijn werken ontwierp hij een bijpassende lijst.
Dirk Smorenberg trouwde twee keer: in 1913 met Luisa Suzanna Kamerman (1888-1969, actrice, schrijfster en schilderes onder het pseudoniem Tula di Vista), welk huwelijk in 1923 werd ontbonden, en in 1924 met Wilhelmina Neijsen (1901-1983).